# 本加德峰
本加德峰（英語：Bengaard Peak）是南極洲的山峰，座標83°19′S 163°29′E，位於沙克爾頓海岸，處於法澤卡斯山以南11公里，屬於伊麗莎白女王嶺的一部分，海拔高度2,110米（6,920英尺），現時由南極條約體系管理。